# セレスアルカ
セレスアルカ（英: Celes Arca）は、アソビモ株式会社が開発・運営するフル3DのMMORPGである。プラットフォームはメガiアプリ対応の携帯電話端末。2010年5月に正式サービス開始

## ストーリー
プレイヤーは統合騎士団テンプルムナイトの一員となり、サルヴィス大陸で起こっている怪異を追っていくこととなる。
50年前に起こった、カエルムモンスターによる「大侵攻」。それは大勢の人間達が手を取り合ったことで阻止されたが、50年経った今、再び大侵攻の影が見え始める。そして、それを扇動する存在も――――。

## 登場人物

### 統合騎士団テンプルムナイト・メリーダ小隊
ヴィット
本名はヴィットーリオ・ブラン（ゲーム中ではヴィットーリオ・ベルターニと名乗っている）。プレイヤーの上司であり、序盤は色々と世話をしてくれる。プレイヤーにとって最初の師と呼べる存在。
剣術の技能は高く、彼と手合わせをした副団長のユーグから「彼のような人材がメリーダ村を守ってくれれば安心だ」と賞賛されている。また、オルディナの廃塔でファレグに教われて危機に陥ったプレイヤーを颯爽と助けたり、ファレグの召喚した凶悪なカエルムモンスター「ディヴィタイル」を単独で倒せるほどの強者である。
なお、ヴィット率いる小隊の正式名称はメリーダ小隊だが、彼は「ヴィット小隊」と名乗っている。
屈強な体躯に見合った巨大な大剣を武器として扱い、頑強な鎧に身を包む。
三次職実装に伴い、最終試験として彼との戦いが行われる。大剣を振るう「一刀両断」や混乱を付加する「狂乱怒刀」、カウンター攻撃である「嵐清弊絶」を使用する。
最初の師であるヴィットに打ち勝つことで三次職への道が開かれる。
アレッシオ
メリーダ村の警備を勤める青年。剣術にはさほど秀でていないが、温厚な性格でプレイヤーの初級訓練の任務を用意している。またペットを孵化させるためには、彼と話す必要がある。
エルモ
アルメリー平原を警護する青年。故郷が王都アトルバートにあるため、最近の異変を不安に感じて家族を守るために任地を変えて欲しいと考えている。しかし、崖の上からモンスターの大群が迫ってきた時、自分の使命を思い出し、再びここに留まることを決心する。
機婦人の衣装を着て話しかけた場合、性別によって様々な面白い反応が得られる。
カルロ
リプル海岸の警備を勤める青年。よく怪鳥系のモンスターから悪戯で帽子や書類を奪われたりしている。メリーダ村のアンナ・ロッシとは幼馴染。
ファビオ
森のロクスポータルに勤める男性。ジーノとは話す機会が多く、協力して猪の燻製肉を作ろうとしている。仕事疲れで可愛い女の子に癒して欲しいという幻想を持っている。本人曰く「現実的な夢」。
ジーノ
勤労実直で真面目な好青年。だが、それがたたって台詞をかんでしまうことが多々ある。ファビオとは話す機会が多く、彼と協力して猪の燻製肉を作っている。

### 統合騎士団テンプルムナイト・グリラト小隊
荒野の広がるキーヌレット地方を警護する小隊。メリーダに負けず劣らずの辺境地帯。大酒飲みのサボリ常習魔ロレンツォを小隊長として活動している。
ロレンツォ・ジェッソ
キーヌレット地方を守護する「グリラト小隊」の小隊長。勤労意欲に乏しく、毎日朝早くからセレナの酒場に入り浸ってはツケで飲んだくれている。とにかく酒が大好きなうわばみみたいな男性。
余談だが、ツケは二か月分溜まっている。
ルーカ
コンティの兄で、任務を受けてグリラト村を発ったがそのまま行方不明となる。極度の方向音痴で、意図しなくても目的地とは明後日の方向へ歩いていってしまう。ポジティブな性格で、道に迷っていても目的地が側にあることを知ると「迷っていなかったんだ！」と明るくなる。
道に迷った末、激戦真っ只中のソヴルダート要塞にまで入り込んでしまった。その後はニメトン管理下にあるアピスの森へと迷い込んでしまい（結界が張られているが、無意識の行動だったため阻まれなかった）、プレイヤーに助けられた。
コンティ
ルーカの実弟。カドルク岩廊の警備をしている青年。大人しい気質で、ちょっと刺激の強い経験には頬を紅潮させてドギマギしてしまう。
クルト
クーストースの城門の警備をしている。しゃべり方がどこか訛っており、語尾も間延びしたものになっている。

### 統合騎士団テンプルムナイト・ヒルトリュック小隊
シラキューズ地方に居を構える。
50年前の大侵攻によって多くの村々が焼き払われ、それでも挫けずに一致団結してひとつの村を築き上げ、カエルムと戦い続けていた人たち。そこの警備隊が統合騎士団の所属となり、最新鋭の騎士として『危険地帯』の警護を担っている。
ゲルト
クラデス河を警護する男性。既婚者。妻は宿屋を営んでおり、一人娘にカーリンがいる。凶悪なモンスターがはびこるクラデス河の怪物相手に一歩も引けをとらない使い手。
娘と同じ年頃の子供が村におらず、娘にさびしい思いをさせてしまっていることを悔いている。しかし、自分も妻もヒルトリュック村で生まれ育った身のため、故郷を捨てることはできないと決心している。

### 統合騎士団テンプルムナイト・本拠地
ヴァンサン・ランベール
テンプルムナイトの騎士団長だが、実務は殆ど副団長のユーグに任せている。放浪癖があるため、視察という名目で本拠地を離れていることが多く、ユーグの悩みの種となっている。
荘厳な面持ちをした長身の中年だが、性格は礼儀正しく温厚的。貴族という身分であるにもかかわらず、相手を見下したような態度は取らず、自分に非があるときは素直に謝罪する。
元々はエスタードナイトの一員であったが、分離して統合騎士団テンプルムナイトを発足。努力の甲斐もあり、エスタードナイトの下部組織から離れ、正式に孤立した騎士団に変化させた。それでも資金のめぐりが悪いため、エスタードナイトから仕事を回してもらっているのが現状である（下部組織だった頃は謝礼などでなかった）。
ユーグ
王都の貴族街にて、統合騎士団の本拠地を警護する副団長。ヴィットとも何度か手合わせをしたことがあり、彼の実力を賞賛している。団長に放浪癖があるため、よく留守を任されているので実務に追われて、たまにポツリと愚痴ることがある。
バルト
気さくな青年騎士。リュシアンとともにユーグの警備に協力している。
リュシアン
バルトとは対称に、ネガティブ思考な青年騎士。最近起きている異変に不安を感じ、自分野世界は大丈夫なのか不安に駆られる日々をすごしている。そのため、モンスターを原料とする薬を飲んでいる。
フェルナン
王都の中階層を警備する騎士。ユニークな性格をしているが、責任感が強く、令嬢マリエールが中階層で強盗に襲われたのを聞き、申し訳ないと思っていた。
テオフィル
実直で心優しい青年騎士。王都の貧民街を警護する仕事に当たっている。買出しに来ていた貴族の令嬢マリエールが強盗に襲われた際、彼女を助けたことがある。マリエールから地下に会ってお礼を言いたいと伝言を聞いたときは、「仕事だから当然のことをしただけだ」と謙遜し、手紙を書いてプレイヤーに届けさせた。

### ニメトン
コアの力に頼らず、魔法を行使できる魔術師たちのギルド。
統合騎士団と同盟を組んでいるが、それは50年前、未知の脅威であるカエルムの襲撃によって交わされた盟約。今も飾りとして生きてはいるが、多くの賢者たちは「カエルムは我々の脅威にはなりえない」と見ている。
ファレグの襲撃を皮切りに、ヴァンサンの使いとして訪れたプレイヤーによって新たな盟約が結ばれることとなる。
賢者シャンタル
700年前、魔導門カルティオをくぐりぬけ、リスタ・スピラの塔を建造し、ネルトフィランを起こしたといわれている人物。シャニンの先祖に当たる。
ネルトフィランの人間はシャンタルの弟子である賢者たちの血を引いているため、コアに頼らず魔法を行使できる。
後述の使い魔ファウスタスとパルシファルは、シャンタルによって呼び出された存在である。
シャニン・イニエスタ
落ち着いた雰囲気を漂わせる少女。自身の身の丈より頭ひとつは大きい杖を持つ。空間干渉の魔法に長けており、初登場時には亜空間に閉じ込められたプレイヤーを助け出した。
その後、アリーグナズ王国とニメトンの架け橋となったプレイヤーを手助けしてくれる。
魔法都市ネルトフィランのもっとも高い場所に位置する、リスタ・スピラの塔の司書を勤める。歴代の『司書の記憶』を受け継いでいるだけではなく、リスタ・スピラの塔を建て、ネルトフィランを起こした賢者シャンタルの直系にあたるため、膨大な知識と魔力を持つ。
だが、放浪癖を持っているためネルトフィランに留まることは少ない。年齢に似合わず駆け引き上手で、交渉術に長けている。
過去、ヴァンサン・ランベールの旅の供をしたことがある。試練を乗り越えたヴァンサンの『もっとも優秀な魔術師を貸して欲しい』という望みによって。そのせいか、シャニン自身も放浪癖が伝染ってしまった模様。
ヴァンサンが言うには、シャニンの年齢はユーグと殆ど同じらしいが、今も若々しい少女の姿をしているのは、『ヴァンサンと旅をしたシャニン自身ではないかもしれない』と述べられている。
エレウテリオ
魔術師ギルドの長。黒のローブに全身を包み、モノクルをつけている。シャニンの師にあたり、彼女と同じく長大な杖を持つ。
初めは古い盟約である『カエルムに対抗するため、王国と共同戦線を張る』ということに否定的な態度を見せていたが、シャニンの説得とプレイヤーの実力・意思により、王国との友好に強く傾きだした。
試練を乗り越えたプレイヤーの素質を認め、他の上級魔術師たちを説得し、盟約を護ることを誓った。

### 王族・王立騎士団エスタードナイト
初代女王直属の騎士団として設立され、殆どが貴族によって構成されている。徹底した貴族主義のため、平民や貧しい貴族での出世は難しいとされている。
元々は統合騎士団の上位組織であり、小間使いのようにコキつかっては手柄だけをいただいていた。今でも統合騎士団に仕事を回し、報酬を渡しているが、分離する前は報酬すら出なかったという。今はヴァンサンによって統合騎士団は独立した組織となっているが、ファレグの襲撃によって再び、双方の組織は王国を護るために協力し合うこととなった。
リオネル・アリーグナズ
アリーグナズ王国の現国王。名前だけでまだ登場していない。
ブランシュ・アリーグナズ
リオネルの妹。エスタードナイトを率いる立場に立っており、素手でプリエール平野の怪物を数十匹屠ったと言う噂がある。
王女でありながら自ら軍務長官という役職に就いている。事実上エスタードナイトのトップ。
ソヴルダート要塞攻防戦の報を聞き、自分も助太刀にいくと騒ぎ出すほどのお転婆。プレイヤーの性別が女性だった場合、「立役者が女性だと知ったらよけい騒ぎ出すところだ」と、統合騎士団、王立騎士団問わず気質が知れ渡っている。
アルフレッドのことを気に入っているが、我侭が過ぎるため彼から辟易されている。
名前と経歴のみ登場している。
アルフレッド・デスティ
王立騎士団第九大隊コリンドーネの大隊長を努める青年。26の大隊長の代表である「首席大隊長」でもある。一人称は「自分」で正義感が強く、熱い性格をしている。巨大な長銃を武器として用いる。
謹厳実直で性格で、貴族主義の根深いエスタードナイトでありながらも他者を見下す言動は取らない。逆に、身分問わず実力のある者は相応の場に立って活躍するべきだと考えている。
ソヴルダート要塞に奇襲を仕掛けたファレグの不意打ちに倒れるが、復活を果たし逆襲の一撃で彼を打ち倒し、ファレグの道連れにされそうだったプレイヤーを助けた。その後、列車砲でカエルムモンスターの大隊を殲滅させ、王国を勝利に導いた。
命の恩人でもあり、ソヴルダート要塞攻防戦の立役者でもあるプレイヤーを王都勤務へ引き上げようと提案している。
ユーグの後輩に当たり、昔は気性の激しく向こう見ずな性格だったためトラブルが絶えず、ユーグから「これだから貴族のぼうやは！」と起こられたことがある。以後、ヴァンサンを始めに一部の人間から「ぼうや」とからかわれている。
ベルトラン
荒野のロクスポータルを警備している若きエスタードナイト。高圧的で統合騎士団を見下す傾向にある王立騎士団の中では珍しく、穏やかで素直な好青年として知られている。
彼は貴族の出身だが、家は貧しく出世はできないと受け入れ、達観している。
ロラン
アリーグナズ王宮の入り口を警護する男性。貴族主義を徹底するエスタードナイトの中でもおとなしい性格で、旧市街で宿屋を営むミミとは友人同士。実は、ミミに片思い中だが、その弟であるサンディからはエスタードナイトということだけで嫌われている。
ストーリークエストにも登場し、統合騎士団であるプレイヤーに「どちらが平野の魔物を多く狩れるか」という勝負を持ち懸けた。それは少しでもサンディの認識を改めさせたいという思いからくるもの。
負けた後も挫けることなく、「ひとりの騎士として、好きな女の子と街を護ってみせる」と決意する。サンディからは「手を繋ぐのは許さないけど、姉ちゃんと話すくらいは許してやる」と少しだけロランへの認識を改めさせた。

### メリーダ村
ヘラルド
メリーダ村の村長を務める初老の男性。肉親を失ったリーズを引き取り、育てている。
リーズ・スカーシュゴード
12歳。村の近辺に生えている薬草で薬を精製し、糊口を凌いでいる少女。引き取り手であるヘラルドには恩を感じているが、初対面の人間には高圧的で拒絶的な態度を取る。
アントン・シュルツ

アンナ・ロッシ

フェデリ・フォルトゥナード
「運び屋」の男性。胡散臭さが漂う顔つきだが、頼まれた者は絶対に届けるというプライドの持ち主。それを見込まれて統合騎士団に雇われ、副業として倉庫番を勤めている。
オリジナルコアの運搬をしていたところ、ファレグの率いるカエルムモンスターによって襲撃されてしまう。
最初はメリーダ村でしか倉庫番を営んでいなかったが、次第にグリラト村、王都アトルバード、歯車村ヒルトリュックと広く商売している。

### グリラト村
パトリス
村長を務める中年の男性。精霊の雫という珍しいワインの」精製方法を知っている。
アリーチェ
宿屋を営む女性。荒野育ちのため、「どんなに強くても水がなければ生きてはいけない」と考え、村に豊富な水源を作りたいと考えている。
セレナ
酒場を営む女性。アリーチェとは双子に当たる。アリーチェは違って、性質は激情。朝からのんだくれてツケも払わないロレンツォが頭痛の種となっている。
ジョセフ
グリラト村の鍛冶師。口数が多くおしゃべりでノリのいい老人。
ニノ
商工会に所属する少年。

### ヒルトリュック村
50年前の大侵攻によってカエルムモンスターの襲撃を受け、焼き払われた村々が集って生まれた。そのため村人同士の団結力は強く、『危険地帯』と指定された土地を捨てることなく生活を営んでいる。

カーリン

### ミスティコ・マシーナ
40年前、ひとりの女性によって「世界最高の芸術」として創造された機械仕掛けの姉妹達。彼女達はミスティコ・マシーナと呼ばれ、調律の杖を用いて空間転送のサービスを担当する。
そのため、誰にも仕えることなく設定されている。
カメリア
眼鏡をかけた碧の髪の女性。ミスティコ・マシーナの長女。
ヴィオラ
ロマ・スカーレ地方にある森のロクスポータルに勤める金髪の女性。常に冷静沈着で、五女のルチアから尊敬されている。
ルチア
キーヌレット地方にある荒野のロクスポータルに勤める黒髪の女性。語尾に「ですの」をよくつける。
ミスティコ・マシーナの姉妹の中では5番目に作成されている。姉であるヴィオラを尊敬している。

### その他
ジョウ・トラメル
古き時代の冒険者。聖堂教会に関する疑問を手記に残す。有名な冒険者で、彼の名前をもじった冒険者を主人公とした小説が刊行されている。

ネッド・トラメル
組織には所属せず、賞金首など捕まえながら糊口をしのぐ冒険者。屈強な体格を持った壮齢の男性。歪んだ広唾の帽子が特徴的。
お尋ね者である偽エスタードナイトを追ってリールブラン湖へきたところにプレイヤーと出会い、協力を要請する。
トト
セーラー帽をかぶった小柄な男の子。11歳。レベルは3と低いが、行方不明の父を探すため旅に出た。
ココ
トトの弟。10歳。兄とは違って勝気で強気な性格。レベルも85と高い。勝手に行方をくらました父親を探し出し、殴ってやろうと考えている。
ギゾー小隊長
エスタードナイトを語り（しかも図々しいことに小隊長と名乗り）、「モンスターを倒した」と嘘をついて貴族から金品を騙し取っていた小悪党。ついに指名手配され、リールブラン湖へと身を隠すにいたった。
自分のことを「小生」と言い、語尾に「である」を付けてしゃべる。しかし動揺する地が出るらしく、乱暴なしゃべり方がぽろっとでてしまう。
逃げ足が速く、天性の身の軽さで遠く離れた場所まで大跳躍ができる。

### カエルムの民
人間を『アルカ』と呼び、キアーヴェ（遺物、オリジナルコア）を探して暗躍している。ミスティコ・マシーナや任下那智とは異なるマシーナ技術を持っているらしく、長距離の交信や瞬間移動といった機能を有する。
アーロ
カエルムの民の指揮官。一人称は「俺」。
現在、不調のため戦えない状態にある。ファレグやゼラスが持つ、不思議なマシーナから声だけを届けている。
危険な実験を行おうとしたゼラスを心配したりと、仲間思いの一面が窺える。
ファレグ
自らをカエルムの民と呼ぶ謎の男。傲岸不遜な男だが、強者に対しては素直に実力を認める態度を見せる。しかし、弱者でも邪魔となれば容赦なく始末しようとし、目的のためには信念を覆しても達しようとする一面を持つ。
怪物を思わせるマシーナ鎧を着込み、頭部には猫の耳を思わせる二本の角がある。カエルムモンスターを召喚したり、瞬間移動や光弾など不思議な力を操り、遺物やコアの中でも純度の高いとされるオリジナルコアを狙って各地を彷徨っている。
オルディナの廃塔にて登場し、調査にやってきたプレイヤーを抹殺しようとするが、そこへヴィットが乱入したことで阻止される。分が悪いと見たのか、カエルムモンスター・ディヴィタイルを二体召喚し、ふたりの殺害を謀った。
その後は各地にて遺物やオリジナルコアを持っていそうな人間を襲っている。遺物の反応を感じ取ることが出来、下水道にて遺物を受け取ったモリスを恐喝して奪おうとしたが、反撃にマシーナを起動させられて逃げられてしまう。そのまま下水道の最下層にてプレイヤーと対峙し、初の真っ向勝負をくり広げる。しかし、彼の背後にいると思われる人物との交信により、戦闘は中断。ファレグは撤退を余儀なくされ、今度はコア研究所を襲撃した。
その後、約四万八千のカエルムモンスターを率いて王都へ侵攻を開始。騎士団の切り札である「列車砲」の発射を妨害するべく、カエルムを率いてソヴルダート要塞へ奇襲を仕掛ける。列車砲を守る騎士たちを単身で全滅させ、自分の妨害をするべく駆けつけるであろうプレイヤーを待ち受けていた。曰く「お前は我らの邪魔をするのが使命みたいだからな」。
そして、ソヴルダート要塞攻防戦にて、ついにファレグとの決着が付けられる。初見の時は手も足も出なかったプレイヤーだが、長きに渡る冒険の末、彼と互角に渡る力を身につけていた。
不意をつくのは流儀ではないが、切迫した状況ではそうも言ってられず、アルフレッドを打ち倒し、宿敵と認めたプレイヤーとの一騎討ちを繰り広げる。ドラゴンの頭部を思わせる巨大な機械の怪物へと変貌。石化の全体攻撃や破壊光線を放射するという戦法を取る。
敗北した後は手足を欠損しつつも変身し、手足の先端が真紅に染まった「オーバーファレグ」となって襲い掛かってくる。戦法は先ほどと変わらないが、前述のファレグをはるかに凌駕する能力を持つ。毒の全体攻撃や超回復という自己修復機能が追加されているため、対策を怠るとあっという間に敗北する。名前が示すとおり暴走状態にあるため、技の名前がめちゃくちゃな文字列となっている。
それさえも敗れた後は、残る力を振り絞ってプレイヤーを道連れにしようとする。しかし、そこへ復活したアルフレッドの銃撃により妨害され、無念を抱きつつ死亡。
散り際に、彼の背後に黒幕がいることを示す不吉な言葉を残している。
人型状態では、徒手空拳での戦いを得意とし、衝撃波を発生させる「旋体脚」や「光弾」を放つ。また、「直突」という足技を多用する。これは変身後でも使用してくる。変身後は機会の肉体をいかして、破壊光線や自己修復、状態異常攻撃を使用する。
ゼラス
5人の精鋭からなる、粛清部隊のリーダー格。いずれも忠義の臣という言葉が相応しい戦士である。
炎の力を使った攻撃に長けており、「火炎撃」という単体攻撃のほか、仲間全員を回復させる「恢復」というスキルを用いる。
ロワの柱にて不可思議な実験を行おうとしていた。自らも巻き込みかねないほどの危険なものにもかかわらず、使命感から敢行しようとしていた。
ヒルトリュック小隊のディラン、マーカス、トマを襲撃。ディランを殺害するが、プレイヤーとの戦いに敗北し、全員討たれることとなった。
仲間との友情には厚いが、人間を「蛮族」とののしり酷く憎悪している。
リボール
雷の属性を扱う戦士。相手を麻痺させる攻撃を用いる。
クロセル
水の力を扱う戦士。遠隔攻撃を主体としている。
死に際に、ファレグに仇を討てなかったことをわびている。
ハギト
地の属性を統べる戦士。相手を石化させる攻撃を主体としている。
ハウレス
風の力を持つ戦士。クロセル同様、遠隔攻撃を主体とする。

### カエルムモンスター・変異種・魔法生物
カエルムとは50年前から姿を現し、既存のモンスターとは完全に異なる性質を持った存在。武器による攻撃が一切通じず、コアによって放たれる「スキル」や魔術が非常に有効とされている。
50年前、カエルムたちによる王都への「大侵攻」が開始され、周辺の村が滅ぼされてしまった。
カエルムたちが王都を目前に迫ったとき、全ての民、魔術師、商人、騎士、兵士が立ち上がった。平原にて壮絶な死闘を展開し、人類の存亡を賭けた大侵攻は阻止されたのだった。
カエルムはモンスターを引き寄せる性質を持つほか、倒されても何度でも同じ場所に現れる。そのため増えすぎないように定期的に討伐されている種もある。
ブラスムント
ロマ・スカーレ地方リプル海岸に建造されたミルトシュタイフ遺跡の最深部に巣食うカエルムモンスター。図体はでかいが、実力的にはそれほど強敵ではないため、統合騎士団の腕試しに使われている。
攻撃は眼球だと思われる部分から射出される光線や、体当たりなどを使用する。
ケラトゥス
リプル海岸に建造されたミルトシュタイフ遺跡の外観に巣食うカエルムモンスター。真紅の巨大な甲羅を持つ亀のような外見をしている。クラスチェンジするための試練として使われる。
アクリトゥス
ケラトゥスに酷似した体格を持つカエルムモンスター。青い甲羅を持つ。ファレグによって召喚された後は、トリレンシア洞窟の最奥に巣食う。
ディヴィタイル
下半身のない巨大な骸骨に酷似したカエルムモンスター。オルディナの廃塔を調査していたファレグによって召喚され、プレイヤーとヴィットを殺害しようと襲い掛かってくる。二体召喚され、片方はヴィットによって倒された。
両手に強大な剣を召喚し、二本の剣を交差させた一撃を放つ。全体攻撃を乱発してくる強敵で、カエルムモンスターの中では初めてBGMが専用のものに変わる。
フラッフィー（エビルフラッフィー）
巨大なインコを思わせる外見をしており、元々はカドルク岩廊に巣食う大人しいモンスターであったが、コアを体内に取り入れたことで性質が豹変。見境なく人間を襲うようになってしまった。
後に、クーストースの城門にて亜空間でエビルフラッフィーに変異してしまう。
ジーラガランス
コア研究所を襲撃したファレグによって召喚されたカエルムモンスター。巨大なちょうちんアンコウの形態を持ち、空中を泳ぐように飛行する。コアエネルギーを喰らう事から「コア喰い」とも呼ばれている。
ライデン
普段は湖の底で活動しているが、快晴のときはたまに陸に上がってくる。集団活動はしないため基本的に各々孤立した状態となっている。
蒼いボディを持つ巨大な魔法生物。その一撃一撃の威力はとてつもなく高く、凄まじい電撃を常に放出している。
ちなみにボスモンスターではなく、ボス並みに強い通常モンスター。
メトス
浮遊する機械の肉体を持ったカエルムモンスター。球体状のボディに搭載した砲台での遠隔攻撃を得意とする。
様々なタイプが存在し、メトス・〇〇と幅広く存在している。ソヴルダート要塞襲撃の際には、アルフレッドも多数のメトスシリーズと交戦し、窮地に追い込まれた。
アナトール
ネルトフィランのギルド『ニメトン』が従える巨大な使い魔。ピンクの体毛を持った兎のような体躯を誇る。
リスタ・スピラの塔最上部にある「禁忌の書架」の番人を務める。この使い魔を倒すことで、プレイヤーはニメトンからその実力を認められることとなる。
ポイズンボアー
シャニンの使い魔とオルディナの廃塔に出現する二種類のタイプが存在する。前者は恐ろしく強く、Lvも150と高い。
名前の通り毒を主体とした攻撃を多用する。猛毒を撒き散らす全体攻撃や、毒を使って自己回復能力を持つ。
倒すとシャニンから毒属性の力を持った武具がもらえることがある。